# Coleochaetium
Coleochaetium là một chi rêu trong họ Orthotrichaceae.